# Daniel Czapliński
Daniel Czapliński – podstarości czehryński, rotmistrz wojsk polskich.
Znany jako wróg Bohdana Chmielnickiego. Wszedł w zatarg z Chmielnickim (o majątek i kobietę), co stało się prawdopodobnie jednym z powodów wybuchu powstania na Ukrainie, nazwanego później powstaniem Chmielnickiego. W 1649 wziął udział w obronie Zbaraża (był pierwszym z wysłanników, któremu udało się wydostać z oblężonego Zbaraża), uczestnik bitwy pod Beresteczkiem w 1651. Wybrany deputatem do Trybunału Głównego Koronnego w Lublinie w 1653 roku.

## Zatarg z Chmielnickim
W 1647 r. Chmielnicki, wówczas wdowiec i setnik Subotowa, zamieszkał z Heleną Chmielnicką. Czapliński postanowił mu ją odbić, wykorzystując do tego plan pozbawienia Kozaka ww. Subotowa. Dodatkowym ułatwieniem miał być fakt, że Chmielnicki nie dysponował dokumentami mogącymi w pełni dowieść jego praw do chutoru. W czasie najazdu podstarościego na posiadłość duże szkody na ciele odniósł najstarszy z synów setnika Tymofiej Chmielnicki. Rywal Czaplińskiego został natomiast osadzony w więzieniu. „Helena kresowa” (tak nazwał pierwszą z przyczyn zatargu Franciszek Rawita-Gawroński) zamieszkała z polskim szlachcicem i w krótkim czasie wyszła za niego.
Chmielnicki zdołał jednak wydostać się na wolność, z pomocą samej „Heleny” oraz starszyzny rejestrowej. Chorąży koronny Aleksander Koniecpolski (1620–1659), bezpośredni zwierzchnik Czaplińskiego, a także sam Czapliński, nie mieli pojęcia o fakcie, że Kozak, oprócz byłej już funkcji setnika czechryńskiego, był jedną z niewielkiego grona osób, które wiedziały o tajnych planach Władysława IV dotyczących nowej wojny polsko-tureckiej. Podstarości oskarżył Chmielnickiego o zdradę (na poparcie czego miał dowody), sądząc, że wystarczy to do ostatecznego pogrążenia rywala. W zapomnienie odeszły wszystkie krzywdy doznane przez byłego setnika, ten zaś, (...) nie mając się do kogo uciec, na Niż się udał, do inszych także similiter [podobnie] ukrzywdzonych, których numerus [liczba] niepomała po tamtych Niżowych krajach (...), którzy Chmielnickiego ducem [wodzem] sobie obrali.

## W kulturze popularnej
Jest jednym z bohaterów Ogniem i mieczem Henryka Sienkiewicza. Efektownie wyrzucony przez Skrzetuskiego z karczmy. W ekranizacji Jerzego Hoffmana w postać tę wcielił się Jerzy Bończak.